# Statusfatalismus
Statusfatalismus bezeichnet die Annahme, dass es nahezu unmöglich sei, von einer sozialen Schicht in eine höhere Schicht zu gelangen.
Untersuchungen des Allensbach-Instituts zeigen, dass im Jahr 1980 61 % der Westdeutschen der Überzeugung waren, durch Leistung in eine höhere Schicht wechseln zu können. Ende 2009 glaubten indes nur noch 47 %, dass sozialer Aufstieg durch Leistung erreicht werden kann. Statusfatalismus ist ein Phänomen, das vor allem in niederen sozioökonomischen Schichten beobachtet wird. In psychologischer Hinsicht ist Statusfatalismus oft Ausdruck einer geringen Selbstwirksamkeitserwartung.
Die Auffassung, dass Leistung nicht mit Aufstieg belohnt wird, hat einen negativen Einfluss auf die Motivation der Menschen, weshalb der Statusfatalismus als Gefahr für wirtschaftliches Wachstum angesehen wird.

## Nachweise
1. ↑  Christian Krell: Gleichheit – und wie die Parteien dazu stehen. In: Friedrich-Ebert-Stiftung (Hrsg.): Neue Gesellschaft/Frankfurter Hefte. Nr. 9. Berlin 2009, S. 52–55 (schattenblick.de [abgerufen am 3. Januar 2010]).
2. ↑  Renate Köcher: Der Statusfatalismus der Unterschicht. In: F.A.Z. Frankfurter Allgemeine Zeitung GmbH, 16. Dezember 2009, abgerufen am 3. Januar 2010.
3. ↑  Miriam Hollstein: Junge verlieren Glauben an Aufstieg durch Leistung. In: Die Welt, November 2012. (Online).